# Wennemar von Hasenkamp
Wennemar von Hasenkamp (Wennemar Brüggeney, genannt van Hasenkamp; * 8. Juni 1444 in Stiepel; † 1496 in Weitmar) aus dem Adelsgeschlecht derer von Brüggeney genannt Hasenkamp war ein deutscher Adeliger in der Grafschaft Mark, Begründer des Rittersitzes Haus Weitmar.

## Leben
Im Mai des Jahres 1464 erhält der Drost des märkischen Amtes Bochum Wennemar von Hasenkamp, Herr zu Stockum, die Erlaubnis, auf dem Schultenhof in Weitmar, „dem Hofe to Weytmar“, ein neues Wohnhaus zu errichten. Sein Familienstammhaus auf der Flur Hasenkamp in Stiepel war baufällig geworden.
Haus Weitmar war seit der Jahrtausendwende (1. zu 2.) ein Schultenhof. Als Lehnsgut wurde der Hof bereits im 11. Jahrhundert erwähnt. Bei archäologischen Grabungen im Jahre 2014 wurden Scherben oxidierend gebrannter Irdenware Bardorfer Art und vom Typ Hunneschans geborgen. Damit ist die Existenz des Rittersitzes Hasenkamp bereits in karolingischer Zeit belegt. Wennemar von Hasenkamp machte aus diesem Schultenhof in der zweiten Hälfte des 15. Jahrhunderts den Rittersitz Haus Weitmar.
Wennemar von Hasenkamp war der erste urkundlich erwähnte Holzrichter an der Ruhr in der Grafschaft Mark. Ein Holzgericht war im Spätmittelalter ein Gericht über Holz- oder Forstangelegenheiten und Nutzungsrechte der Markgenossen an einem Markwald. Seine Zuständigkeit bezog sich im Kern auf „Wald, Wasser, Weide, Weg und Steg“. Teilweise hatte es den Charakter einer germanischen Gemeindeversammlung („Hengerath“) zur Regelung von Streitigkeiten am Orte. Wennemar von Hasenkamp verschaffte der Region an der Ruhr eine verlässliche Ordnungsstruktur, die zu seiner Zeit als besonders rechtlos galt, da die Bevölkerung vornehmlich aus eingewanderten Chattuariern bestand. Er war auch Gründungsmitglied der Kalandsbruderschaft. Seinen Enkel Hermann von Brüggenei, genannt Hasenkamp ließ er in Livland erziehen. Dieser wurde von 1535 bis 1549 Landmeister in Livland des Deutschen Ordens.

## Nachkommen
Im Jahre 1592 erbaute Johann von Hasenkamp auf dem alten Hofplatz ein neues festes Haus aus Ruhrsandstein. Dieser trat auch mit anderen bei Streitigkeiten innerhalb des niederen Adels in Westfalen als Schiedsmann und Zeuge auf. Eines der letzten des Geschlechtes war Freifräulein Sophia Maria Hasenkamp, welche 1723 im Alter von 44 Jahren verstorben ist. Im Jahre 1764 verstarb der letzte katholische Hasenkamp kinderlos auf dem Familien-Schloss in Weitmar. Am 13. Mai 1943 wurde bei einem der ersten großen Fliegerangriffe der Engländer das Schloss durch Brandbomben völlig zerstört. Die Ruinen stehen heute noch im Schlosspark.